# Ratownik (manga)
Ratownik (jap. 捜索 Sōsakusha) – manga autorstwa Jirō Taniguchiego. Przeznaczona dla osób dorosłych. W Polsce wydana przez wydawnictwo Hanami. W 2009 roku nominowana do nagrody Eisnera.

## Fabuła
Shiga jest alpinistą i ratownikiem górskim. Mieszka z dala od ludzi, prowadząc schronisko. Pewnego dnia otrzymuje wiadomość, że zaginęła nastoletnia córka jego zmarłego wiele lat wcześniej przyjaciela. Wyrusza do Tokio, aby pomóc ją odnaleźć.
Szybko okazuje się, że dziewczyna obracała się w dość podejrzanym towarzystwie i prowadziła raczej szokujący tryb życia. Szukając jej w dzielnicy Shibuya, Shiga natyka się na wiele różnych osób. Zadziera także z wielką korporacją, która próbuje go uciszyć. Ostatecznie udaje mu się odnaleźć zaginioną Megumi i pospłacać długi, jakie we własnym mniemaniu, ma w stosunku do martwego przyjaciela.

## Tematyka
Ratownik jest mangą trudną w odbiorze. Porusza wiele tematów, rzadko pojawiających się w nurcie sensacyjnym czy kryminalnym, do których można ten komiks zaliczyć. Mówi m.in. o machinacjach wielkich korporacji, sile brudnych pieniędzy czy swoistym społecznym tabu, jakim jest prostytucja nieletnich.